# Égypte III : Le Destin de Ramsès
Égypte III : Le Destin de Ramsès est un jeu vidéo d'aventure développé par Kheops Studio et édité par The Adventure Company en 2004. C'est le troisième jeu de la série Égypte, lancée par Cryo Interactive en 1997 avec Égypte : 1156 av. J.-C. - L'Énigme de la tombe royale et poursuivie avec Égypte II : La prophétie d'Héliopolis.

## Trame
Le jeu se déroule en Égypte antique, au temps du pharaon Ramsès II. Au début du jeu, celui-ci est mourant, et l'obélisque qu'il a promis d'ériger en l'honneur du dieu Amon-Rê n'est toujours pas terminé, en raison des étranges incidents qui se multiplient sur le chantier. Le joueur incarne Maia, une sorcière capable de voyager en esprit jusque dans le monde des dieux. Maia est chargée par Ramsès II de lever le mystère sur les incidents du chantier et de faire en sorte que l'obélisque soit achevé à temps, dans l'espoir de lever la malédiction qui semble s'être abattue sur le pharaon.

## Principe du jeu
Comme les précédents volets de la série, Égypte III est un jeu d'aventure en pointer-et-cliquer. Le joueur se déplace dans un environnement reconstitué en images de synthèse où il peut regarder autour de lui à 360°, manipuler des objets et interagir avec divers personnages. Outre le jeu proprement dit, le programme est complété par une documentation historique sur l'époque du jeu.

## Accueil
- Adventure Gamers : 3,5/5[1]

## Développement
Après la faillite de Cryo en 2002, c'était The Adventure Company, filiale de DreamCatcher Interactive, qui possédait alors les droits sur la franchise Égypte. Par la suite, en 2008, l'ensemble des titres et franchises de l'ancien catalogue Cryo est racheté par Microïds. En 2005, une version du jeu pour Windows Mobile est éditée par Tetraedge Games.